# Komuna e Dropullit i Sipërm
Komuna e Dropullit i Sipërm är en tidigare kommun i Albanien.   Den ligger i prefekturen Qarku i Gjirokastrës, i den södra delen av landet, 170 km söder om huvudstaden Tirana. Den tidigare kommunen ingår sedan kommunreformen 2015 i kommunen Dropulli.
Trakten runt Komuna e Dropullit i Sipërm består till största delen av jordbruksmark.  Runt Komuna e Dropullit i Sipërm är det ganska glesbefolkat, med 47 invånare per kvadratkilometer.